# Imperanon
Imperanon war eine fünfköpfige Melodic-Death-Metal-Band aus Finnland. Musikalisch lassen sie sich  mit bekannten Bands wie Norther und Children of Bodom vergleichen.

## Geschichte
Die Band wurde im Jahr 1999 gegründet. Nach zwei in Eigenregie veröffentlichten Demo-EPs wurde das bekannte Plattenlabel Nuclear Blast auf die Band aufmerksam und nahm sie schließlich unter Vertrag. 2004 veröffentlichten sie ihr Debütalbum Stained, welches zwiespältige Kritiken erhielt. Die einen lobten die technischen Fähigkeiten der Band, die anderen übten Kritik an der zu offensichtlichen Anlehnung an bekannte Bands des Genres, insbesondere an Children of Bodom. Nach Veröffentlichung des Albums stieß der damals erst 17-jährige Teemu Mäntysaari zur Band, der heute auch zu Wintersun und Megadeth gehört. Der Keyboarder Aleksi Virta ist seit 2005 auch Tour-Keyboarder von Finntroll. 
Die neueren Lieder der Band, die als Demo zum kostenlosen Download auf der offiziellen Website zur Verfügung gestellt wurden, wichen vom Genre des Albums Stained sehr ab; man kann diese eher dem Metalcore zuordnen.
Von der Originalbesetzung war am Ende nur noch der Schlagzeuger Jaakko Nylund übrig geblieben. Laut ihrer Myspace-Seite hat sich die Band im Juli 2007 aufgelöst.

## Diskografie
- 2002: Until The End (Demo-EP)
- 2003: Imperanon (Demo-EP)
- 2004: Stained
- 2006: Demo (Demo-EP)